# Samla
Samla Bergh, 1900 è un genere di molluschi nudibranchi della famiglia Samlidae.

## Tassonomia
Comprende le seguenti specie:
- Samla bicolor (Kelaart, 1858)
- Samla bilas (Gosliner & Willan, 1991)
- Samla macassarana (Bergh, 1905)
- Samla riwo (Gosliner & Willan, 1991)
- Samla rubropurpurata (Gosliner & Willan, 1991)
- Samla takashigei Korshunova et al., 2017
- Samla telja (Ev. Marcus & Er. Marcus, 1967)